# Lumberwoods
Lumberwoods, Museo de Historia Antinatural es un museo virtual sobre el folclore norteamericano que comenzó como un proyecto creativo en 2006. Lumberwoods incluye libros electrónicos, artículos históricos y otros materiales folclóricos, con un enfoque especial en criaturas temibles.

## Historia
Lumberwoods comenzó en abril de 2006 como la primera copia electrónica de Fearsome Creatures of the Lumberwoods del escritor William T. Cox. Originalmente se alojó como un sitio web gratuito en Tripod, y luego se alojó en Angelfire antes de pasar a su propio dominio el año siguiente. A medida que se agregaron otros libros, como Fearsome Critters de Henry H. Tryon y The Hodag y Other Tales of the Logging Camps de Lakeshore Kearney, el proyecto tomó el nombre de "Lumberwoods" y se expandió a una colección extraída de textos relacionados con criaturas temibles. En 2009, Lumberwoods comenzó a catalogar criaturas temibles, un catálogo que existe hoy como la "Base de datos de criaturas temibles". Con el tiempo, Lumberwoods crecería hasta abarcar una variedad de temas relacionados con el folclore y lo extraño. Lumberwoods ha sido vinculado por Wired, Skeptical Inquirer, Mental Floss, Cracked, "Save the Pacific Northwest Tree Octopus", The Awl  y más de 150 sitios.

## Colección
Según el sitio web del museo, la colección comprende más de 800 páginas de materiales del folklore. Lumberwoods se divide en cinco subdominios principales: "Biblioteca del museo", "Colecciones surrealistas", "Galería extraña", "Archivos espeluznantes" y "Exhibiciones asombrosas", cada una con tres o cuatro subniveles. La biblioteca contiene un hipertexto central de aproximadamente siete libros con páginas individuales en un enlace de texto a otro por tema, lo que permite una referencia cruzada instantánea. Surreal Collections incluye artículos sobre cuentos, criaturas temibles e historias de peces, mientras que Weird Gallery presenta sirenas, monstruos y cuartos de maravillas. Eerie Archives contiene historias de fogatas, supersticiones, vampiros y leyendas urbanas, mientras que Uncanny Exhibitions enumera extraños reclamos del oeste, steampunk y extraordinarios. Asimismo, los jefes del museo catalogan criaturas temibles como parte de su "Base de datos de criaturas temibles".